# Ľudovít Turzo-Nosický
Ľudovít Turzo-Nosický, také Turzo de Nosicz, pokřtěn byl jako Ludovicus Gabriel Turzó (25. března 1827 Ilava, Klobušice – 23. února 1896 Banská Bystrica), byl advokát, veřejný činitel, politik.

## Rodina
- otec Jozef Turzo-Nosický, také Turzo de Nosicz
- matka Katarína rod. Budayová

## Život
Pocházel ze šlechtického rodu Turzo de Nosicz. Studoval na evangelickém lyceu a na Právnické akademii v Bratislavě. Od roku 1849 advokátní úředník, později přísedící okr. soudu v Trenčíně, od 1858 advokát a veřejný notář v Banské Bystrici. Přední politicko-ekonomický činitel slovenského národníhi hnutí. Signatář Memoranda národa slovenského v Martině. V roce 1863 zakládající člen a člen výboru Matice slovenské. V roce 1844 přispěl verši do bratislavského studentského časopisu. Politické a jazykovědné články uveřejňoval v Nár. novinách a Slov. pohľadoch. V roce 1868 byl spoluvydavatelem Zpěvů Sama Chalupky.